# بروس كاستور
بروس كاستور (بالإنجليزية: Bruce Castor)‏ هو محامي أمريكي، ولد في 24 أكتوبر 1961 في بلدة أبينغتون ‏ في الولايات المتحدة.